# リリック (TOKIOの曲)
『リリック』は、TOKIOの46枚目のシングル。2013年2月20日にJ Stormから発売された。

## 概要
表題曲の「リリック」は、長瀬智也が主演を務めた日本テレビ系土曜ドラマ『泣くな、はらちゃん』の主題歌として書き下ろされた。
この曲をきっかけに、楽曲提供を受けず全収録曲をメンバーのみで製作する方向性になったことを、のちに『月刊ソングス』2014年8月号で表明している。
オリコン週間ランキングでの最高位は7位と前作を下回っているが、2009年以来約4年ぶりに10週以上ランクインするロングヒットとなった。
初回限定盤と通常盤の2形態でリリースされており、初回限定盤のジャケットはダブルジャケット仕様となっていて、表題曲の「リリック」のビデオクリップが収録されたDVDが付属。通常盤のCDには、カップリング曲の「アリア」と「Pocket」が収録されている。

## 収録曲

### CD
※は通常盤のみ収録。
1. リリック
作詞・作曲・編曲：長瀬智也
日本テレビ系土曜ドラマ『泣くな、はらちゃん』主題歌
ベストアルバム「HEART」では、ファン投票シングル部門第1位を獲得した。
2. アリア ※
作詞・作曲・編曲：HIKARI、Strings Arrangement：KAM
3. Pocket ※
作詞・作曲：小久保淳平、編曲：大西省吾
4. リリック（Backing Track）

### DVD（初回限定盤のみ）
1. 「リリック」（Video Clip）